# Berg- und Hüttenmännsche Monatshefte
Berg- und Hüttenmännsche Monatshefte («Гірничорудна промисловість та металургія») — науково-виробничий журнал.
Країна видання — Австрія.
Спеціалізація: Гірничорудна промисловість та металургія.
Рік заснування 1855.
Чисел на рік — 12.